# 伊茨施泰特湖

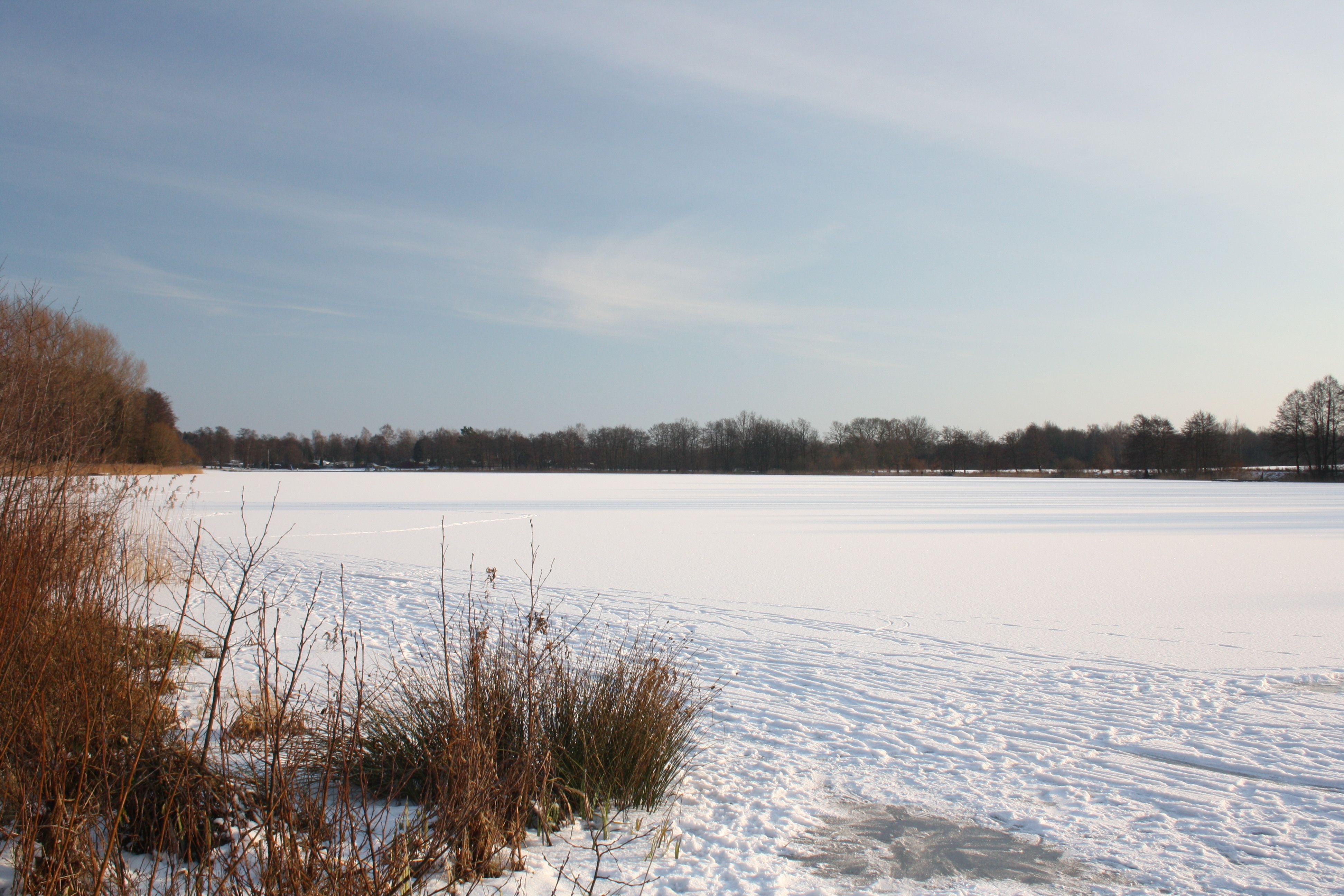

伊茨施泰特湖（德語：Itzstedter See），是德國的湖泊，位於該國北部石勒蘇益格-荷爾斯泰因州，由塞格貝格縣負責管轄，面積0.14平方公里，海拔高度27米，平均水深4.2米，最大水深7.2米，水體容量61萬立方米，湖岸線長度1.7公里。